# Tipula sintenisi
Tipula sintenisi är en tvåvingeart som beskrevs av Paul Lackschewitz 1933. Tipula sintenisi ingår i släktet Tipula och familjen storharkrankar. Enligt den svenska rödlistan är arten otillräckligt studerad i Sverige. Arten förekommer i Svealand och Övre Norrland. Artens livsmiljö är våtmarker, skogslandskap. Inga underarter finns listade i Catalogue of Life.